# 81-ша тактична група (Україна)
81-ша тактична група — підрозділ Збройних Сил України. Перебуваючи в складі Багатонаціональних сил, у квітні — грудні 2005 року брав участь в підтриманні миру та безпеки в Республіці Ірак. Група була сформована на базі 80-го окремого аеромобільного полку й розформована після виведення з Іраку та завершення виконання покладених на неї завдань.

## Юридична підстава
Сформована на підставі Указу Президента України від 02.06.2003 року № 459 «Про направлення миротворчого контингенту для участі України у міжнародній миротворчій операції в Республіці Ірак» та постанови Кабінету Міністрів України від 04.06.2003 року № 869 «Про забезпечення діяльності українського миротворчого контингенту, що направляється до Республіки Ірак для участі у міжнародній миротворчій операції» для заміни 7-ї окремої механізованої бригади, яка виконувала завдання з вересня 2004 року по травень 2005 року.

## Історія
Після завершення передислокації до Іраку 7-ї окремої механізованої бригади (у жовтні 2004 року) в Сухопутних військах почалося формування 8-ї окремої механізованої бригади для наступної ротації.
Управління бригади і 81 окремий механізований батальйон було заплановано сформувати на базі 24 механізованої бригади у м. Яворів, 82 батальйон — на базі 51 механізованої бригади у м. Володимир-Волинський.
13—14 листопада в базовому таборі «Delta» 7-ї бригади працювала рекогносцирувальна група нової ротації українського миротворчого контингенту в Республіці Ірак. До її складу увійшли кандидати на посади командира українського миротворчого контингенту — заступник командира багатонаціональної дивізії «Центр — Південь» генерал-лейтенант Володимир Баталюк, командир 8 омбр — полковник Ігор Оверін і представники Головного командування Сухопутних військ ЗС України.
Групу ознайомили із системою охорони та оборони базового табору, діяльністю штабу і тактико-оперативного центру з'єднання, логістикою, системою зв'язку бригади, організацією медичного забезпечення, питаннями співпраці з місцевою владою та силовими структурами провінції Васіт.
Але ще під час формування попереднього контингенту тривали активні дискусії українських політиків щодо доцільності перебування українських військ в Іраку, та відповідно була скорочена чисельність 7-ї бригади (один з трьох батальйонів був розформований). Питання виведення контингенту, особливо на тлі президентських виборів, було актуальне, тому до Іраку в ході наступної ротації запланували відправити скорочений підрозділ.
Замість формування 8 окремої механізованої бригади, було прийнято рішення відправити до Іраку 80 окремий аеромобільний полк.
Відповідно до:
- директиви Міністра оборони України від 20.11.2004 року Д-312/1/027 «Про проведення організаційних заходів у Збройних Силах України»
- директиви Міністра оборони України від 24.11.2004 року Д-57 «Про проведення ротації і направлення миротворчих контингентів Збройних Сил України до складу місій Організацій Об'єднаних Націй та Багатонаціональних сил у Республіці Ірак у 2005 році»
- наказу Головнокомандувача Сухопутних військ ЗС України від 13.12.2004 року № 329
- директив командувача військ Західного оперативного командування від 8.12.2004 року № 15/1/0169 та Д-23 «Про організацію формування та підготовки 80 окремого аеромобільного полку до виконання завдань за призначенням в Республіці Ірак»

у період з 14 грудня 2004 року до 29 березня 2005 року проведено переформування 80 окремого аеромобільного полку в 81-шу тактичну групу та бойове злагодження групи.
Хоча 81-шу групу іноді називають полковою, фактично це була батальйонна тактична група.
11 січня 2005 року Верховна Рада України прийняла постанову, в якій президенту запропонувала повернути українських військових зі складу контингенту в Республіці Ірак. Поетапне виведення українського контингенту почалося з 15 березня 2005 року, поверненням частини підрозділів 7-ї бригади. Президентом України Віктором Ющенком був підписаний план поетапного виведення миротворчого контингенту з Іраку, яке повинне завершиться до кінця 2005 року.

## Структура
- Управління
- 1-ша аеромобільна рота
- 2-га аеромобільна рота
- 3-тя аеромобільна рота
- 4-та аеромобільна рота
- Розвідувальна рота
- Рота військової поліції
- Медична рота
- Окрема батарея 120-мм мінометів
- Інженерно-саперний взвод
- Взвод РХБЗ
- Вузол зв'язку

## Чисельність

### Особовий склад
81-ша тактична група нараховувала близько 900 осіб особового складу. З них 864 виконували завдання з підтримки миру та безпеки в провінції Васит, група із 6 офіцерів була прикомандирована до Багатонаціональних Сил в Іраку/Багатонаціонального Корпусу в Іраку (Багдад), 27 офіцерів працювали у штабі Багатонаціональної дивізії «Центр-Південь» (Ед-Діванія). Також до складу підрозділу входила група військової служби правопорядку з трьох осіб. Крім того, 41 військовий радник займався підготовкою іракських сил безпеки.

### Озброєння і техніка
БТР-80, БРДМ-2, автомобільна техніка різного призначення.

## Командування
- Командир групи — генерал-майор Сергій Горошніков
- Заступник командира групи — полковник Олександр Хмельов

## Завершення виконання завдань
81-ша тактична група перебувала в Іраку з квітня 2005 року по грудень 2005 року і була останньою військовою частиною ЗС України в складі Багатонаціональних сил у Республіці Ірак.
29 грудня остання група миротворців на чолі з генерал-майором Сергієм Горошніковим прибула літаком до Львова. Їх зустрічав Міністр оборони України Анатолій Гриценко та командувач військ Західного оперативного командування генерал-лейтенант Михайло Куцин. Місія успішно завершилася, не втративши жодного військовослужбовця. Після виведення в Україну тактична група переформована в 80-й окремий аеромобільний полк.